# Santo Antônio da Alegria
Santo Antônio da Alegria é um município brasileiro do estado de São Paulo. Sua população estimada pelo IBGE em 2024 era de 6.917 habitantes. Localiza-se na Região Metropolitana de Ribeirão Preto (RMRP).

## História
Os primeiros vestígios da presença de grupos humanos na região entre os vales dos rios Mojiguaçu e Grande datam de 8.000 anos atrás. Produtores de uma grande diversidade de instrumentos líticos lascados de arenito silicificado, silexito e quartzo, entre eles raspadores de grandes dimensões para descarne de animais, esses grupos nômades estabeleciam pequenos acampamentos tanto em topos e altas vertentes de morros quanto fundos de vale, planícies e terraços aluviais, denotando um aproveitamento e conhecimento considerável do território. Esses objetos feitos de rochas são geralmente associadas às tradições tecnológicas Umbu e Humaitá.
Os primeiros registros de grupos indígenas ceramistas no nordeste paulista datam do primeiro século da Era Cristã, geralmente associados às tradições tecnológicas Aratu ou Aratu-Sapucaí. Esses povos cultivavam milho e mandioca, plantas ricas em carboidratos, apresentando uma dinâmica semi-sedentária. Mais numerosos do que os grupos pré-ceramistas, construíam grandes aldeias em círculo ou semicírculo, circundando um grande pátio central, onde eram realizadas festas e rituais. Alguns sítios arqueológicos identificados às margens do rio Mojiguaçu, contudo, atestam a presença de grupos ceramistas associados à outra tradição tecnológica - denominada Tupiguarani - há pelo menos 1.500 anos atrás. De tais grupos provavelmente descendem os indígenas falantes de línguas filiadas aos troncos Macro-Jê e Tupi-Guarani.
Ao longo do século XX, outros testemunhos da presença antiga humana na região de Santo Antônio da Alegria foram identificados em cavernas e abrigos de formação arenítica. É o caso das inscrições rupestres do sítio Abrigo das Furnas (localizado no município de Cajuru) e do sítio Oficia Lítica Itambé (localizado no município de Altinópolis). Embora até o momento não tenha sido possível datar as inscrições rupestres do Abrigo das Furnas, a oficina lítica – local onde eram produzidos, afiados e amolados diversos artefatos líticos – provavelmente foi produzida por povos indígenas pré-cerâmicos.
Embora sejam limitados os registros das populações indígenas que habitavam a região quando da chegada dos primeiros colonizadores portugueses durante o século XVI, há relatos da presença de Kaiapós, Guaranis, Bororos e Tamoios, entre outros. Como muitos outros povos ameríndios, detinham um estilo de vida nômade ou parcialmente sedentário, consumindo peixes, aves e pequenos mamíferos, além da coleta de tubérculos e diversos gêneros de plantas. Essa aparente ausência de informações deriva do próprio processo de ocupação da região, uma vez que os diversos relatos deixados pelas “entradas” e “bandeiras” não necessariamente apresentam detalhes sobre os costumes e modos de vida destas populações, ou mesmo a qual etnia pertenceriam estes indígenas. Por sua vez, relações inicialmente pacíficas entre portugueses e populações ameríndias acabaram tornando-se cada vez mais conflituosas nesta e em outras regiões da agora chamada América Portuguesa, na medida em que se intensificava o interesse pelo apresamento de indígenas e a busca por minas de ouro e outros metais preciosos.
As expedições bandeiristas acabaram contribuindo para a formação de povoados no nordeste paulista, uma vez que a relativa abundância de rios navegáveis facilitava o estabelecimento de rotas em direção às minas encontradas nos atuais estados de Minas Gerais e Goiás. Sendo assim, tais caminhos combinavam antigas rotas fluviais e terrestres utilizadas para se deslocar pelo território, o que comprova a presença e orientação de indígenas nessas expedições. Portanto, o chamado “Caminho do Anhanguera” ou “Estrada dos Goyases” – o qual atravessava tanto o nordeste paulista quanto o atual Triângulo Mineiro, até então conhecido como Sertão da Farinha Podre – contribuiu para a criação de pousos, cavalgaduras, fazendas de gado e povoados em suas margens. Esses primeiros núcleos habitacionais do nordeste paulista atuavam principalmente como pontos de paragem de tropas e viajantes em direção às minas, mantendo roçados de mandioca, cana, feijões, algodão, milho, entre outros. Essas primeiras aglomerações demográficas deram origem a diversos municípios da região, como Batatais, Franca e Mogi Guaçu.
Poucos sítios arqueológicos desse período da história do nordeste paulista foram registrados até o momento, contudo. Uma possível exceção seria o sítio Espaço Natureza, localizado no município de Itapira, onde fragmentos de telhas goivas, vidros, louças, cerâmicas e metais provavelmente indicam os remanescentes de uma antiga sede de fazenda ou pouso (também convencionalmente chamado de “Casa Bandeirista”).
Por outro lado, o descobrimento das minas de ouro em Minas Gerais acabaram por culminar na estagnação da economia paulista setecentista, levando até mesmo a uma redução da ocupação de seu território. As atividades mantidas foram aquelas que envolviam um baixo custo de produção e manutenção, como aquelas voltadas para a pecuária e plantação de canaviais. A economia regional volta a crescer no século XIX, quando o chamado Ciclo do Café proporcionou a criação de mais fazendas e aumento da população dos núcleos habitacionais já existentes. Para escoamento desta produção, extensas redes ferroviárias foram implantadas desde o interior até os portos. Ao longo do traçado e dos ramais ferroviários novos núcleos habitacionais foram surgindo, enquanto outros, mais antigos, continuavam a se expandir devido ao aumento do transporte de pessoas e mercadorias para a região. Surgiram, portanto, pequenas vilas e centros comerciais, com casas, armazéns e até mesmo capelas.
Santo Antônio da Alegria, portanto, surge em função dessas antigas e novas rotas de acesso ao interior brasileiro. Seu povoamento iniciou-se a partir de 1860, em torno da capela de Cuscuzeiro, fundada por Francisco Antônio Mafra, onde os viajantes faziam pouso entre as províncias de São Paulo e Minas Gerais. Em fevereiro de 1866, a capela de Cuscuzeiro foi elevada a freguesia (denominada Distrito de Paz), sendo batizado com o nome de Santo Antônio da Alegria em louvor ao santo católico. Já o termo “Alegria”, segundo a tradição local, se deve às festas que aconteciam na fazenda Cuscuzeiro nessa época.
Apesar da incorporação da freguesia ao município de Cajuru em abril de 1873, a expansão da agricultura e a permanência dos pousos para viajantes possibilitaram um crescimento estável, a ponto de obter autonomia político-administrativa em março de 1885.
Por estar localizada justamente na divisa entre São Paulo e Minas Gerais, Santo Antônio da Alegria foi palco de operações bélicas durante a Revolução Constitucionalista de 1932. No fim da mesma década, o estabelecimento dos limites territoriais definitivos entre os estados é definido pelo Laudo Villeroy, encerrando uma indefinição que remontava aos tempos coloniais. Por conseguinte, uma parte do território originalmente pertencente ao município de Santo Antônio da Alegria foi cedida ao estado de Minas Gerais.

## Geografia
Localiza-se a uma latitude 21º05'13" sul e a uma longitude 47º09'04" oeste, estando a uma altitude de 791 metros. Possui uma área de 310,291 km², o que corresponde, em dados de 2010, a uma densidade populacional de 20,32 hab./km².

### Rodovias
- SP-351
- BR-265

## Demografia

### Dados demográficos
Dados do Censo - 2000
População total: 5.764
- Urbana: 4.194
- Rural: 1.570
  - Homens: 2.997
  - Mulheres: 2.768

Densidade demográfica (hab./km²): 18,61
Mortalidade infantil até 1 ano (por mil): 19,11
Expectativa de vida (anos): 69,58
Taxa de fecundidade (filhos por mulher): 2,72
Taxa de alfabetização: 90,74%
Índice de Desenvolvimento Humano (IDH-M): 0,770
- IDH-M Renda: 0,703
- IDH-M Longevidade: 0,743
- IDH-M Educação: 0,865

(Fonte: IPEADATA)

### Etnias
| Cor/Raça | Percentagem |
| -------- | ----------- |
| Branca   | 89,2%       |
| Preto    | 2,4%        |
| Marrom   | 5,6%        |
| Amarela  | 0,2%        |
| Vermelho | 0,2%        |

Fonte: Censo 2000

## Política e administração
- Prefeito: Denilson de Carvalho - Mega (2025/2027)
- Vice-prefeito: Mateus Henrique Gonçalves (2025/2027)
- Presidente da Câmara de vereadores: Vladimir Geraldo dos Santos (2025/2026)

## Infraestrutura

### Comunicações
O sistema de telefones automáticos foi inaugurado na cidade pela Companhia de Telecomunicações do Brasil Central (CTBC), que também implantou o sistema de discagem direta à distância (DDD) em 1983 com o código de área (016).

## Cultura e lazer

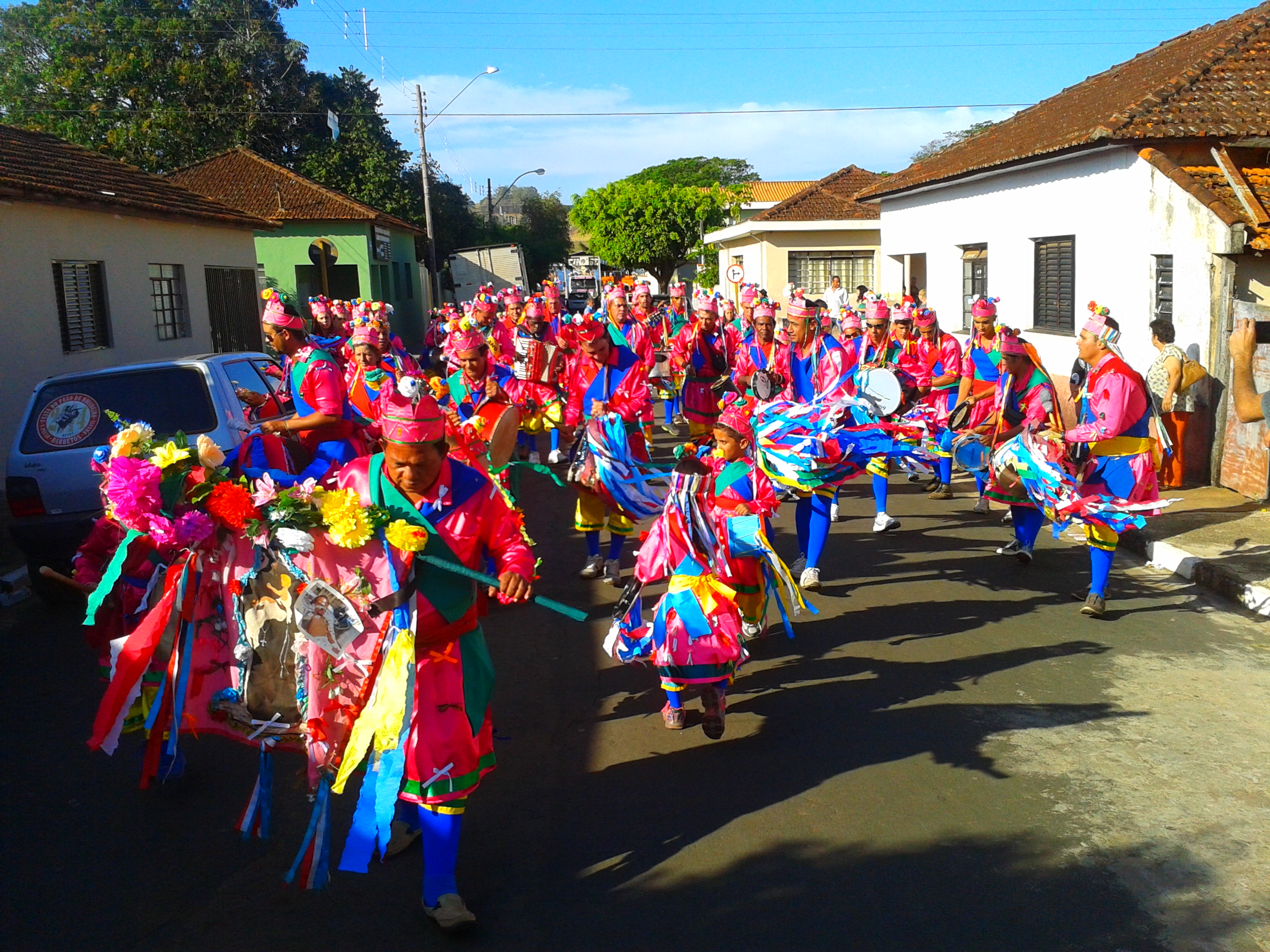
Congada Terno de Sainha Irmãos Paiva.

### Folclore
Terno de Sainha Irmãos Paiva
A Congada Terno de Sainha Irmãos Paiva (popularmente conhecidos como Terno de Sainha Irmãos Paiva) é um grupo folclórico que retrata a Festa de Congo na cidade.
A tradição de família é repassada entre as gerações, que exercem o importante trabalho de levar o nome do terno adiante.

## Pessoas ilustres
- João Alegria - roteirista, diretor de televisão e professor.

## Religião
O Cristianismo se faz presente na cidade da seguinte forma:

### Igreja Católica
- A igreja faz parte da Arquidiocese de Ribeirão Preto.[30]

### Igrejas Evangélicas
Entre as igrejas protestantes históricas, pentecostais e neopentecostais, encontram-se na cidade:
- Assembleia de Deus Ministério do Belém.[33][34]
- Congregação Cristã no Brasil.[35]